# Ilo Wallace
Ilo Browne Wallace (née le 10 mars 1888 à Indianola (Iowa), morte le 22 février 1981 à South Salem (en), New York) était l'épouse de Henry A. Wallace, 33e vice-président des États-Unis et plus tard secrétaire au Commerce des États-Unis. Elle fut deuxième dame des États-Unis de 1941 à 1945 et marraine du cuirassé USS Iowa.
Ilo Browne épousa Henry Agard Wallace à Des Moines (Iowa) le 20 mai 1914. Ils eurent trois enfants : Henry Browne Wallace (1915–2005), Jean Browne Wallace (née en 1920) et Robert Browne Wallace (1918–2002). Son mari était rédacteur en chef du Wallace's Farmer, un influent magazine du centre des États-Unis consacré à l'agriculture, fondé par son père, Henry Cantwell Wallace, futur secrétaire à l'Agriculture américain.
Un petit héritage reçu de ses parents permit aux Wallace et à leurs associés de créer en 1926 la Hi-Bred Corn Company qui développa et commercialisa du maïs hybride ce qui transforma l'agriculture. La société est à présent le deuxième plus important semencier du monde sous le nom de Pioneer Hi-Bred.